# Campeonato Brasileiro de Futebol de 2012 - Série A
A Série A do Campeonato Brasileiro de Futebol de 2012 foi a 57.ª edição da principal divisão do futebol brasileiro. A disputa ocorreu entre 2 de maio e 2 de dezembro com o mesmo regulamento dos anos anteriores, quando foi implementado o sistema de pontos corridos. Os jogos não pararam durante as datas FIFA nem durante os Jogos Olímpicos de Londres, sendo que jogadores poderiam desfalcar seus clubes em até quinze rodadas.
A partir desta edição, a classificação para a Copa Sul-Americana do ano seguinte levou em conta o desempenho dos clubes na Copa do Brasil, que foi ampliada e passou a contar com as equipes que disputaram a Copa Libertadores no mesmo ano.
Com três rodadas de antecedência, o Fluminense conquistou o segundo título brasileiro em três anos e o quarto na história após vencer o Palmeiras, em Presidente Prudente, por 3–2. Também de maneira antecipada foram definidas as vagas para a Copa Libertadores da América de 2013. Além do campeão Fluminense e dos previamente classificados Corinthians e Palmeiras – campeões defensores da Copa Libertadores e Copa do Brasil – Atlético Mineiro, Grêmio e São Paulo classificaram-se a competição continental.
O primeiro clube rebaixado para a Série B de 2013 foi o Atlético Goianiense, após perder para o Corinthians na 34ª rodada por 2–0 jogando como mandante no Estádio Boca do Jacaré, em Taguatinga. Na rodada seguinte, o Figueirense não evitou a queda ao empatar em casa com o Sport por 1–1. Dez anos após ser rebaixado, o Palmeiras novamente teve que disputar a segunda divisão do futebol brasileiro depois de empatar com o Flamengo em Volta Redonda por 1–1, combinado com o empate entre Portuguesa e Grêmio por 2–2 e a vitória do Bahia sobre a Ponte Preta por 1–0, na 36ª rodada. Com isso, o Palmeiras foi o segundo clube brasileiro campeão da Copa do Brasil e rebaixado no mesmo ano no Campeonato Brasileiro depois do Juventude em 1999. O Sport foi o último clube rebaixado após perder para o arquirrival Náutico por 1–0, no Estádio dos Aflitos, na última rodada.

## Regulamento
A Série A foi disputada por 20 clubes em dois turnos. Em cada turno, todos os times jogaram entre si uma única vez. Os jogos do segundo turno foram realizados na mesma ordem do primeiro, apenas com o mando de campo invertido. Não há campeões por turnos, sendo declarado campeão brasileiro o time que obteve o maior número de pontos após as 38 rodadas.

### Critérios de desempate

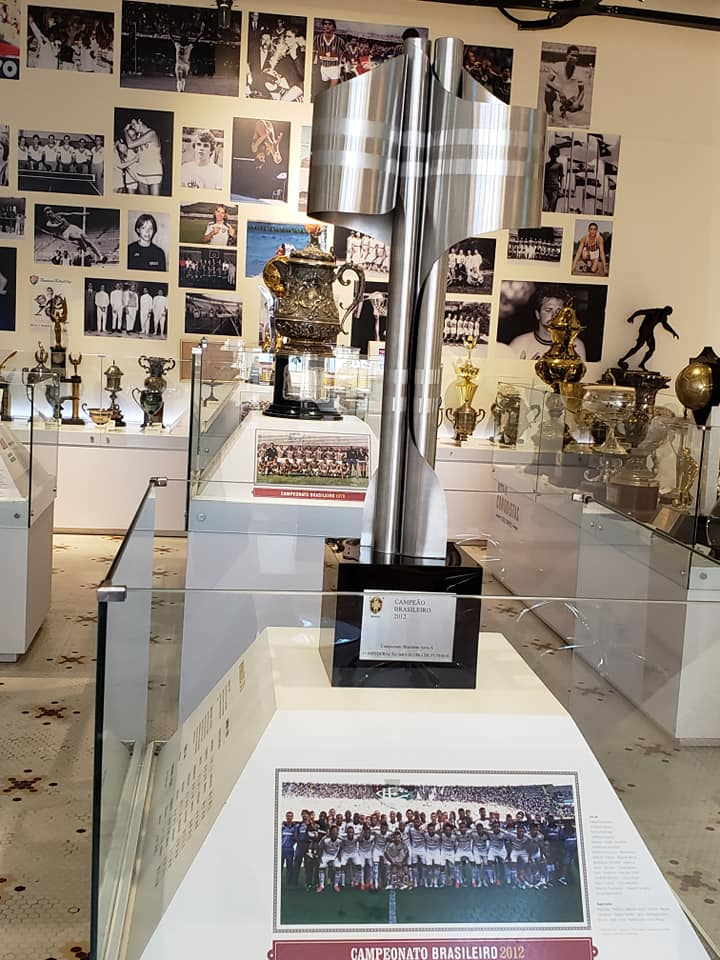
Taça do Campeonato Brasileiro de 2012.

Em caso de empate por pontos entre dois clubes, os critérios de desempate seriam aplicados na seguinte ordem:
1. Número de vitórias
2. Saldo de gols
3. Gols marcados
4. Confronto direto
5. Número de cartões vermelhos
6. Número de cartões amarelos
7. Sorteio

Ao final do campeonato, em caso de empate nos quatro primeiros critérios acima, realizar-se-ia uma partida de desmpate em campo neutro para a determinação do campeão ou definição de decenso. Essa partida seria realizada em até sete dias após o encerramento do campeonato e, em caso de empate, decida através de disputa por pênaltis.

## Participantes
| -Figueirense -Atlético-GO -Atlético-MG -Bahia -Botafogo -Corinthians -Coritiba -Cruzeiro -Flamengo -Fluminense -Grêmio -Internacional -Náutico -Palmeiras -Ponte Preta -Portuguesa -Santos -São Paulo -Sport -Vasco da Gama |
| Participantes da Série A do Campeonato Brasileiro de Futebol de 2012. |

| Equipe              | Cidade         | Estado | Em 2011      | Estádio (mando)                  | Capacidade    | Títulos                                                     |
| ------------------- | -------------- | ------ | ------------ | -------------------------------- | ------------- | ----------------------------------------------------------- |
| Atlético Goianiense | Goiânia        | GO     | 13º          | Serra Dourada                    | 41 574        | 0 (não possui)                                              |
| Atlético Mineiro    | Belo Horizonte | MG     | 15º          | Independência[MG]                | 15 000        | 2 (1937, 1971)                                              |
| Bahia               | Salvador       | BA     | 14º          | Pituaçu[BA]                      | 32 157        | 2 (1959, 1988)                                              |
| Botafogo            | Rio de Janeiro | RJ     | 9º           | Engenhão                         | 45 000        | 2 (1968[TB], 1995)                                          |
| Corinthians         | São Paulo      | SP     | 1º           | Pacaembu                         | 37 730        | 5 (1990, 1998, 1999, 2005, 2011)                            |
| Coritiba            | Curitiba       | PR     | 8º           | Couto Pereira                    | 34 872        | 1 (1985)                                                    |
| Cruzeiro            | Belo Horizonte | MG     | 16º          | Independência[MG]                | 15 000        | 2 (1966, 2003)                                              |
| Figueirense         | Florianópolis  | SC     | 7º           | Orlando Scarpelli                | 19 584        | 0 (não possui)                                              |
| Flamengo            | Rio de Janeiro | RJ     | 4º           | Engenhão[RJ]                     | 45 000        | 5 (1980, 1982, 1983, 1992, 2009)                            |
| Fluminense          | Rio de Janeiro | RJ     | 3º           | Engenhão[RJ]                     | 45 000        | 3 (1970, 1984, 2010)                                        |
| Grêmio              | Porto Alegre   | RS     | 12º          | Olímpico                         | 45 000        | 2 (1981, 1996)                                              |
| Internacional       | Porto Alegre   | RS     | 5º           | Beira-Rio                        | 56 000        | 3 (1975, 1976, 1979)                                        |
| Náutico             | Recife         | PE     | 2º (Série B) | Aflitos                          | 19 800        | 0 (não possui)                                              |
| Palmeiras           | São Paulo      | SP     | 11º          | Arena Barueri[PAL] Pacaembu[PAL] | 31 452 37 730 | 8 (1960, 1967[TB], 1967[RGP], 1969, 1972, 1973, 1993, 1994) |
| Ponte Preta         | Campinas       | SP     | 3º (Série B) | Moisés Lucarelli                 | 17 728        | 0 (não possui)                                              |
| Portuguesa          | São Paulo      | SP     | 1º (Série B) | Canindé                          | 21 004        | 0 (não possui)                                              |
| Santos              | Santos         | SP     | 10º          | Vila Belmiro                     | 16 798        | 8 (1961, 1962, 1963, 1964, 1965, 1968[RGP], 2002, 2004)     |
| São Paulo           | São Paulo      | SP     | 6º           | Morumbi                          | 67 428        | 6 (1977, 1986, 1991, 2006, 2007, 2008)                      |
| Sport               | Recife         | PE     | 4º (Série B) | Ilha do Retiro                   | 30 520        | 1 (1987)                                                    |
| Vasco da Gama       | Rio de Janeiro | RJ     | 2º           | São Januário                     | 24 585        | 4 (1974, 1989, 1997, 2000)                                  |

Notas
- TB. ^ Taça Brasil
- RGP. ^ Torneio Roberto Gomes Pedrosa
- MG. ^  O Estádio Mineirão estava fechado para reformas visando à Copa do Mundo FIFA de 2014. Atlético Mineiro e Cruzeiro mandaram seus jogos no Estádio Independência
- BA. ^  O Estádio Octávio Mangabeira foi demolido e no lugar estava sendo construída a Arena Fonte Nova visando à Copa do Mundo FIFA 2014. O Bahia mandou seus jogos no Estádio de Pituaçu
- RJ. ^  O Maracanã estava fechado para reformas visando à Copa do Mundo FIFA de 2014. O Flamengo e o Fluminense mandaram seus jogos no Engenhão
- PAL. ^  O Estádio Palestra Itália estava em obras para a construção do Allianz Parque. O Palmeiras mandou seus jogos na Arena Barueri no primeiro turno,[12][13] e no Estádio do Pacaembu no segundo

## Classificação
| Pos. | Equipes             | P  | J  | V  | E  | D  | GP | GC | SG  | %  | M       | Classificação ou rebaixamento              |
| ---- | ------------------- | -- | -- | -- | -- | -- | -- | -- | --- | -- | ------- | ------------------------------------------ |
| 1    | Fluminense          | 77 | 38 | 22 | 11 | 5  | 61 | 33 | +28 | 67 | Estável | Segunda fase da Copa Libertadores de 2013  |
| 2    | Atlético Mineiro    | 72 | 38 | 20 | 12 | 6  | 64 | 37 | +27 | 63 | 1       | Segunda fase da Copa Libertadores de 2013  |
| 3    | Grêmio              | 71 | 38 | 20 | 11 | 7  | 56 | 33 | +23 | 62 | 1       | Primeira fase da Copa Libertadores de 2013 |
| 4    | São Paulo           | 66 | 38 | 20 | 6  | 12 | 59 | 37 | +22 | 58 | Estável | Primeira fase da Copa Libertadores de 2013 |
| 5    | Vasco da Gama       | 58 | 38 | 16 | 10 | 12 | 45 | 44 | +1  | 51 | 1       |                                            |
| 6    | Corinthians         | 57 | 38 | 15 | 12 | 11 | 51 | 39 | +12 | 50 | 1       | Segunda fase da Copa Libertadores de 20131 |
| 7    | Botafogo            | 55 | 38 | 15 | 10 | 13 | 60 | 50 | +10 | 48 | Estável |                                            |
| 8    | Santos              | 53 | 38 | 13 | 14 | 11 | 50 | 44 | +6  | 46 | 2       |                                            |
| 9    | Cruzeiro            | 52 | 38 | 15 | 7  | 16 | 47 | 51 | –4  | 45 | 1       |                                            |
| 10   | Internacional       | 52 | 38 | 13 | 13 | 12 | 44 | 40 | +4  | 45 | 1       |                                            |
| 11   | Flamengo            | 50 | 38 | 12 | 14 | 12 | 39 | 46 | –7  | 44 | Estável |                                            |
| 12   | Náutico             | 49 | 38 | 14 | 7  | 17 | 44 | 51 | –7  | 43 | 1       |                                            |
| 13   | Coritiba            | 48 | 38 | 14 | 6  | 18 | 53 | 60 | –7  | 42 | 1       |                                            |
| 14   | Ponte Preta         | 48 | 38 | 12 | 12 | 14 | 37 | 44 | –7  | 42 | 2       |                                            |
| 15   | Bahia               | 47 | 38 | 11 | 14 | 13 | 37 | 41 | –4  | 41 | 1       |                                            |
| 16   | Portuguesa          | 45 | 38 | 10 | 15 | 13 | 39 | 41 | –2  | 39 | 1       |                                            |
| 17   | Sport               | 41 | 38 | 10 | 11 | 17 | 39 | 56 | –17 | 36 | Estável | Rebaixados à Série B de 2013               |
| 18   | Palmeiras(1)        | 34 | 38 | 9  | 7  | 22 | 39 | 54 | –15 | 30 | Estável | Rebaixados à Série B de 2013               |
| 19   | Atlético Goianiense | 30 | 38 | 7  | 9  | 22 | 37 | 67 | –30 | 26 | Estável | Rebaixados à Série B de 2013               |
| 20   | Figueirense         | 30 | 38 | 7  | 9  | 22 | 39 | 72 | –33 | 26 | Estável | Rebaixados à Série B de 2013               |

1Corinthians e Palmeiras tinham vaga garantida na Copa Libertadores de 2013 por serem campeões da Copa Libertadores de 2012 e Copa do Brasil de 2012, respectivamente.

## Confrontos
|               | ATG | ATM | BAH | BOT | COR | CTB | CRU | FIG | FLA | FLU | GRE | INT | NAU | PAL | PON | POR | SAN | SPA | SPT | VAS |
| ------------- | --- | --- | --- | --- | --- | --- | --- | --- | --- | --- | --- | --- | --- | --- | --- | --- | --- | --- | --- | --- |
| Atlético-GO   | —   | 1–1 | 0–1 | 1–2 | 0–2 | 1–2 | 0–2 | 3–2 | 1–2 | 1–4 | 0–1 | 3–1 | 0–1 | 2–1 | 1–1 | 1–1 | 2–1 | 4–3 | 0–1 | 0–1 |
| Atlético-MG   | 2–2 | —   | 1–1 | 3–2 | 1–0 | 1–0 | 3–2 | 6–0 | 1–1 | 3–2 | 0–0 | 3–1 | 5–1 | 3–0 | 2–2 | 2–0 | 2–0 | 1–0 | 2–1 | 1–0 |
| Bahia         | 1–1 | 0–0 | —   | 2–0 | 0–0 | 2–2 | 0–1 | 2–1 | 1–2 | 0–2 | 1–1 | 1–1 | 1–1 | 0–1 | 1–0 | 0–0 | 0–0 | 1–0 | 2–1 | 1–2 |
| Botafogo      | 4–0 | 2–3 | 3–0 | —   | 2–2 | 2–0 | 2–3 | 1–0 | 0–0 | 1–1 | 0–1 | 1–1 | 3–1 | 1–2 | 1–2 | 3–0 | 0–2 | 4–2 | 2–0 | 3–2 |
| Corinthians   | 1–1 | 1–0 | 1–1 | 1–3 | —   | 5–1 | 2–0 | 1–1 | 3–2 | 0–1 | 3–1 | 1–0 | 2–1 | 2–1 | 1–1 | 1–1 | 1–1 | 1–2 | 3–0 | 1–0 |
| Coritiba      | 3–0 | 1–0 | 2–1 | 2–3 | 1–2 | —   | 4–0 | 3–0 | 3–0 | 0–2 | 2–1 | 1–0 | 2–1 | 1–1 | 1–0 | 2–0 | 1–2 | 1–1 | 2–3 | 1–2 |
| Cruzeiro      | 0–0 | 2–2 | 3–1 | 1–3 | 2–0 | 2–1 | —   | 1–0 | 1–0 | 1–1 | 1–3 | 0–0 | 3–0 | 2–1 | 1–2 | 2–0 | 0–4 | 2–3 | 1–0 | 1–1 |
| Figueirense   | 3–1 | 3–4 | 1–1 | 0–2 | 1–0 | 3–1 | 2–0 | —   | 0–2 | 2–2 | 2–4 | 0–1 | 2–1 | 1–3 | 0–0 | 0–0 | 1–3 | 0–2 | 1–1 | 1–1 |
| Flamengo      | 3–2 | 2–1 | 0–0 | 2–2 | 0–3 | 3–1 | 1–1 | 1–0 | —   | 0–1 | 1–1 | 3–3 | 2–0 | 1–1 | 0–1 | 0–0 | 1–0 | 1–0 | 1–1 | 1–0 |
| Fluminense    | 1–2 | 0–0 | 4–0 | 1–0 | 1–1 | 2–1 | 0–2 | 2–2 | 1–0 | —   | 2–2 | 0–0 | 2–1 | 1–0 | 2–1 | 4–1 | 3–1 | 2–1 | 1–0 | 1–2 |
| Grêmio        | 2–1 | 0–1 | 3–1 | 1–1 | 2–0 | 0–0 | 2–1 | 4–0 | 2–0 | 1–0 | —   | 0–0 | 2–0 | 1–0 | 1–0 | 1–2 | 1–1 | 2–1 | 3–1 | 2–0 |
| Internacional | 4–1 | 3–0 | 3–1 | 1–2 | 0–2 | 2–0 | 2–1 | 2–3 | 4–1 | 0–1 | 0–1 | —   | 0–0 | 2–1 | 2–1 | 0–2 | 0–0 | 1–0 | 2–2 | 0–0 |
| Náutico       | 2–0 | 1–0 | 1–0 | 3–2 | 2–1 | 3–4 | 0–0 | 3–2 | 0–1 | 0–2 | 1–0 | 3–0 | —   | 1–0 | 3–0 | 0–0 | 3–0 | 3–0 | 1–0 | 1–1 |
| Palmeiras     | 1–2 | 0–1 | 0–2 | 2–2 | 0–2 | 0–1 | 2–0 | 3–1 | 1–0 | 2–3 | 0–0 | 0–1 | 3–0 | —   | 3–0 | 1–1 | 1–2 | 1–1 | 3–1 | 1–1 |
| Ponte Preta   | 3–1 | 0–1 | 0–2 | 0–0 | 1–0 | 4–1 | 1–0 | 2–2 | 2–2 | 1–2 | 0–0 | 1–0 | 2–1 | 1–0 | —   | 2–1 | 1–0 | 0–0 | 1–1 | 0–0 |
| Portuguesa    | 2–0 | 1–1 | 0–1 | 1–1 | 1–1 | 3–0 | 0–2 | 2–0 | 0–0 | 0–2 | 2–2 | 1–1 | 3–1 | 3–0 | 0–0 | —   | 0–0 | 1–0 | 5–1 | 0–1 |
| Santos        | 2–2 | 2–2 | 1–3 | 0–0 | 3–2 | 2–2 | 4–2 | 2–0 | 2–0 | 1–1 | 4–2 | 1–1 | 0–0 | 3–1 | 2–1 | 1–3 | —   | 0–0 | 0–0 | 2–0 |
| São Paulo     | 2–0 | 1–0 | 1–0 | 4–0 | 3–1 | 3–1 | 1–0 | 2–0 | 4–1 | 1–1 | 1–2 | 1–1 | 2–1 | 3–0 | 3–0 | 3–1 | 1–0 | —   | 1–0 | 0–1 |
| Sport         | 0–0 | 1–4 | 1–1 | 2–0 | 1–1 | 1–0 | 2–1 | 0–1 | 1–1 | 1–1 | 1–3 | 0–2 | 0–0 | 2–1 | 3–1 | 2–1 | 2–1 | 2–4 | —   | 0–2 |
| Vasco da Gama | 1–0 | 1–1 | 0–4 | 1–0 | 0–0 | 2–2 | 1–3 | 3–1 | 1–1 | 1–2 | 2–1 | 1–2 | 4–2 | 3–1 | 3–2 | 2–0 | 2–0 | 0–2 | 0–3 | —   |

| Vitória do mandante Vitória do visitante Empate | Em negrito os jogos "clássicos" |

## Desempenho por rodada
Clubes que lideraram o campeonato ao final de cada rodada:
| Rodadas | Rodadas | Rodadas | Rodadas | Rodadas | Rodadas | Rodadas | Rodadas | Rodadas | Rodadas | Rodadas | Rodadas | Rodadas | Rodadas | Rodadas | Rodadas | Rodadas | Rodadas | Rodadas | Rodadas | Rodadas | Rodadas | Rodadas | Rodadas | Rodadas | Rodadas | Rodadas | Rodadas | Rodadas | Rodadas | Rodadas | Rodadas | Rodadas | Rodadas | Rodadas | Rodadas | Rodadas | Rodadas |
| ------- | ------- | ------- | ------- | ------- | ------- | ------- | ------- | ------- | ------- | ------- | ------- | ------- | ------- | ------- | ------- | ------- | ------- | ------- | ------- | ------- | ------- | ------- | ------- | ------- | ------- | ------- | ------- | ------- | ------- | ------- | ------- | ------- | ------- | ------- | ------- | ------- | ------- |
| 1       | 2       | 3       | 4       | 5       | 6       | 7       | 8       | 9       | 10      | 11      | 12      | 13      | 14      | 15      | 16      | 17      | 18      | 19      | 20      | 21      | 22      | 23      | 24      | 25      | 26      | 27      | 28      | 29      | 30      | 31      | 32      | 33      | 34      | 35      | 36      | 37      | 38      |
| BOT     | BOT     | VAS     | VAS     | VAS     | CRU     | ATM     | ATM     | ATM     | ATM     | ATM     | ATM     | ATM     | ATM     | ATM     | ATM     | ATM     | ATM     | ATM     | ATM     | ATM     | FLU     | FLU     | FLU     | FLU     | FLU     | FLU     | FLU     | FLU     | FLU     | FLU     | FLU     | FLU     | FLU     | FLU     | FLU     | FLU     | FLU     |

Clubes que ficaram na última posição do campeonato ao final de cada rodada:
| Rodadas | Rodadas | Rodadas | Rodadas | Rodadas | Rodadas | Rodadas | Rodadas | Rodadas | Rodadas | Rodadas | Rodadas | Rodadas | Rodadas | Rodadas | Rodadas | Rodadas | Rodadas | Rodadas | Rodadas | Rodadas | Rodadas | Rodadas | Rodadas | Rodadas | Rodadas | Rodadas | Rodadas | Rodadas | Rodadas | Rodadas | Rodadas | Rodadas | Rodadas | Rodadas | Rodadas | Rodadas | Rodadas |
| ------- | ------- | ------- | ------- | ------- | ------- | ------- | ------- | ------- | ------- | ------- | ------- | ------- | ------- | ------- | ------- | ------- | ------- | ------- | ------- | ------- | ------- | ------- | ------- | ------- | ------- | ------- | ------- | ------- | ------- | ------- | ------- | ------- | ------- | ------- | ------- | ------- | ------- |
| 1       | 2       | 3       | 4       | 5       | 6       | 7       | 8       | 9       | 10      | 11      | 12      | 13      | 14      | 15      | 16      | 17      | 18      | 19      | 20      | 21      | 22      | 23      | 24      | 25      | 26      | 27      | 28      | 29      | 30      | 31      | 32      | 33      | 34      | 35      | 36      | 37      | 38      |
| CTB     | CTB     | POR     | COR     | COR     | ATG     | ATG     | ATG     | ATG     | ATG     | ATG     | FIG     | FIG     | FIG     | FIG     | ATG     | FIG     | FIG     | FIG     | FIG     | FIG     | ATG     | ATG     | ATG     | ATG     | ATG     | ATG     | ATG     | ATG     | ATG     | ATG     | ATG     | ATG     | ATG     | ATG     | ATG     | FIG     | FIG     |

## Principais artilheiros
| Gols | Jogador       | Time             |
| ---- | ------------- | ---------------- |
| 20   | Fred          | Fluminense       |
| 17   | Luís Fabiano  | São Paulo        |
| 14   | Aloísio       | Figueirense      |
| 14   | Bruno Mineiro | Portuguesa       |
| 14   | Hernán Barcos | Palmeiras        |
| 14   | Neymar        | Santos           |
| 13   | Kieza         | Náutico          |
| 13   | Vágner Love   | Flamengo         |
| 11   | Bernard       | Atlético Mineiro |
| 11   | Elkeson       | Botafogo         |

### Assistências
| Total | Jogador              | Time             |
| ----- | -------------------- | ---------------- |
| 13    | Ronaldinho           | Atlético Mineiro |
| 10    | Jádson               | São Paulo        |
| 8     | Douglas              | Corinthians      |
| 8     | Thiago Neves         | Fluminense       |
| 8     | Juninho Pernambucano | Vasco da Gama    |
| 7     | Neymar               | Santos           |
| 7     | Nicolás Lodeiro      | Botafogo         |
| 7     | Robinho              | Coritiba         |
| 7     | Cicinho              | Sport            |

### Hat-tricks
| Jogador        | Clube            | Adversário  | Placar | Data          | Ref.   |
| -------------- | ---------------- | ----------- | ------ | ------------- | ------ |
| Germán Herrera | Botafogo         | São Paulo   | 4–2    | 20 de maio    | [ 16 ] |
| Roger          | Ponte Preta      | Coritiba    | 4–1    | 14 de julho   | [ 17 ] |
| Aloísio        | Figueirense      | Coritiba    | 3–1    | 26 de agosto  | [ 18 ] |
| Bruno Mineiro  | Portuguesa       | Sport       | 5–1    | 4 de outubro  | [ 19 ] |
| Ronaldinho     | Atlético Mineiro | Figueirense | 6–0    | 6 de outubro  | [ 20 ] |
| Lucas          | São Paulo        | Sport       | 4–2    | 27 de outubro | [ 21 ] |
| Neymar         | Santos           | Cruzeiro    | 4–0    | 3 de novembro | [ 22 ] |

## Maiores públicos
Esses foram os dez maiores públicos do Campeonato:
| Nº | Público[PP] | Mandante    | Placar | Visitante     | Estádio  | Data           | Rodada |
| -- | ----------- | ----------- | ------ | ------------- | -------- | -------------- | ------ |
| 1  | 62 207      | São Paulo   | 2–1    | Náutico       | Morumbi  | 18 de novembro | 36ª    |
| 2  | 54 118      | São Paulo   | 1–1    | Fluminense    | Morumbi  | 4 de novembro  | 34ª    |
| 3  | 43 104      | Grêmio      | 0–0    | Internacional | Olímpico | 2 de dezembro  | 38ª    |
| 4  | 40 457      | São Paulo   | 1–0    | Cruzeiro      | Morumbi  | 23 de setembro | 26ª    |
| 5  | 40 217      | Grêmio      | 2–1    | São Paulo     | Olímpico | 11 de novembro | 35ª    |
| 6  | 38 212      | Grêmio      | 1–1    | Santos        | Olímpico | 30 de setembro | 27ª    |
| 7  | 35 049      | São Paulo   | 4–1    | Flamengo      | Morumbi  | 29 de julho    | 13ª    |
| 8  | 34 941      | São Paulo   | 3–0    | Palmeiras     | Morumbi  | 6 de outubro   | 28ª    |
| 9  | 34 843      | Corinthians | 1–2    | São Paulo     | Pacaembu | 26 de agosto   | 19ª    |
| 10 | 34 171      | Corinthians | 1–1    | Santos        | Pacaembu | 24 de novembro | 37ª    |

PP. ^ Considera-se apenas o público pagante

## Média de público
Essas foram as médias de público dos clubes no Campeonato. Considera-se apenas os jogos da equipe como mandante e o público pagante:
| 1. Corinthians – 25.222 2. São Paulo – 24.298 3. Grêmio – 23.530 4. Bahia – 18.981 5. Atlético Mineiro – 18.274 6. Sport – 17.811 7. Náutico – 12.894 8. Fluminense – 12.644 9. Coritiba – 12.568 10. Flamengo – 12.250 | 1. Palmeiras – 11.984 2. Cruzeiro – 11.677 3. Internacional – 9.029 4. Botafogo – 8.522 5. Santos – 8.108 6. Figueirense – 7.999 7. Vasco da Gama – 7.559 8. Ponte Preta – 6.238 9. Atlético Goianiense – 5.587 10. Portuguesa – 4.236 |

## Mudança de técnicos
| Clube         | Antecessor           | Motivo                    | Data           | Última partida                  | Rod | Pos | Sucessor                | Ref.          |
| ------------- | -------------------- | ------------------------- | -------------- | ------------------------------- | --- | --- | ----------------------- | ------------- |
| Atlético-GO   | Adílson Batista      | Demitido                  | 29 de maio     | Atlético-GO 1–1 Ponte Preta     | 2ª  | 10º | Hélio dos Anjos         | [ 24 ] [ 25 ] |
| São Paulo     | Emerson Leão         | Demitido                  | 26 de junho    | Portuguesa 1–0 São Paulo        | 6ª  | 8º  | Ney Franco[a1]          | [ 26 ] [ 27 ] |
| Atlético-GO   | Hélio dos Anjos      | Resignado                 | 9 de julho     | Atlético-GO 0–1 Náutico         | 8ª  | 20º | Arthur Neto[a5]         | [ 28 ]        |
| Bahia         | Paulo Roberto Falcão | Demitido                  | 20 de julho    | Fluminense 4–0 Bahia            | 10ª | 19º | Caio Júnior             | [ 29 ] [ 30 ] |
| Internacional | Dorival Júnior       | Demitido                  | 20 de julho    | Atlético-MG 3–1 Internacional   | 10ª | 8º  | Fernandão               | [ 31 ] [ 32 ] |
| Figueirense   | Argel Fucks          | Demitido                  | 20 de julho    | Atlético-GO 3–2 Figueirense     | 10ª | 17º | Hélio dos Anjos[a2]     | [ 33 ] [ 34 ] |
| Flamengo      | Joel Santana         | Demitido                  | 23 de julho    | Cruzeiro 1–0 Flamengo           | 11ª | 10º | Dorival Júnior          | [ 35 ] [ 36 ] |
| Sport         | Vágner Mancini       | Resignado                 | 11 de agosto   | Sport 0–1 Figueirense           | 16ª | 16º | Waldemar Lemos[a3]      | [ 37 ] [ 38 ] |
| Figueirense   | Hélio dos Anjos      | Demitido                  | 24 de agosto   | Figueirense 1–1 Atlético-GO[a4] | 18ª | 20º | Márcio Goiano[a2]       | [ 39 ] [ 40 ] |
| Bahia         | Caio Júnior          | Resignado                 | 27 de agosto   | Bahia 1–1 Atlético-GO           | 19ª | 16° | Jorginho                | [ 41 ] [ 42 ] |
| Coritiba      | Marcelo Oliveira     | Demitido                  | 6 de setembro  | Portuguesa 3–0 Coritiba         | 22ª | 16° | Marquinhos Santos       | [ 43 ]        |
| Vasco         | Cristóvão Borges     | Resignado                 | 10 de setembro | Vasco 0–4 Bahia                 | 23ª | 4°  | Marcelo Oliveira[a6]    | [ 44 ] [ 45 ] |
| Palmeiras     | Luiz Felipe Scolari  | Demitido                  | 13 de setembro | Vasco 3–1 Palmeiras             | 24ª | 19° | Gilson Kleina[a7]       | [ 46 ]        |
| Ponte Preta   | Gilson Kleina        | Contratado pelo Palmeiras | 19 de setembro | Ponte Preta 0–0 Botafogo        | 25ª | 11° | Guto Ferreira[a8]       | [ 46 ] [ 47 ] |
| Sport         | Waldemar Lemos       | Demitido                  | 6 de outubro   | Portuguesa 5–1 Sport            | 28ª | 17º | Sérgio Guedes           | [ 48 ] [ 49 ] |
| Atlético-GO   | Arthur Neto          | Demitido                  | 29 de outubro  | Botafogo 4–0 Atlético-GO        | 33ª | 20º | Jairo Araújo (interino) | [ 50 ]        |
| Vasco         | Marcelo Oliveira     | Resignado                 | 5 de novembro  | Vasco 0–3 Sport                 | 34ª | 7º  | Gaúcho                  | [ 51 ]        |
| Figueirense   | Márcio Goiano        | Demitido                  | 5 de novembro  | Flamengo 1–0 Figueirense        | 34ª | 19º | Fernando Gil (interino) | [ 52 ] [ 53 ] |
| Internacional | Fernandão            | Demitido                  | 20 de novembro | Internacional 0–2 Corinthians   | 36ª | 8º  | Osmar Loss (interino)   | [ 54 ]        |

Notas
- A1 ^ Milton Cruz dirigiu o time interinamente na 7ª e 8ª rodadas.[55]

- A2 ^ Abel Ribeiro dirigiu o time interinamente na 11ª e na 19ª rodada.[56][57]

- A3 ^ Gustavo Bueno comandou a equipe interinamente na 17ª e 18ª rodadas.[58]

- A4 ^  Partida válida pela Copa Sul-Americana.

- A5 ^ Jairo Araújo comandou a equipe interinamente da 9ª a 23ª rodada.[59]

- A6 ^ Gaúcho comandou a equipe interinamente na 24ª rodada.[45]

- A7 ^ Narciso comandou a equipe interinamente na 25ª rodada.[60]

- A8 ^ Zé Sérgio comandou a equipe interinamente na 26ª rodada.[61]

## Premiação
| Campeonato Brasileiro de Futebol de 2012     |
| Rio de Janeiro                               |
| -------------------------------------------- |
| Fluminense Football Club Campeão (4° título) |

### Bola de Prata
Os melhores jogadores do campeonato em suas posições, eleitos pela revista Placar através do prêmio Bola de Prata:
| Goleiro - Diego Cavalieri (Fluminense) Lateral-direito - Marcos Rocha (Atlético Mineiro) Zagueiros - Leonardo Silva (Atlético Mineiro) - Réver (Atlético Mineiro) Lateral-esquerdo - Carlinhos (Fluminense) Volantes - Ralf (Corinthians) - Paulinho (Corinthians) | Meias - Zé Roberto (Grêmio) - Ronaldinho Gaúcho (Atlético Mineiro) Atacantes - Lucas (São Paulo) - Fred (Fluminense) Revelação - Bernard (Atlético Mineiro) Hors Concours - Neymar (Santos) |

 Vencedor da Bola de Ouro

## Ligação externa
«Esquadrão Imortal – Fluminense 2007-2012»